# Hourtin
Hourtin är en kommun i departementet Gironde i regionen Nouvelle-Aquitaine i sydvästra Frankrike. Kommunen ligger i kantonen Saint-Laurent-Médoc som tillhör arrondissementet Lesparre-Médoc. År 2022 hade Hourtin 4 028 invånare.

## Befolkningsutveckling
Antalet invånare i kommunen Hourtin
Referens:INSEE